# Weinburg
Weinburg je obec v okrese St. Pölten ve spolkové zemi Dolní Rakousy. Žije zde přibližně 1 300 obyvatel.

## Geografie
Weinburg leží v dolnorakouské Mostviertelu (moštová čtvrť). Plocha území obce je 10,36 kilometrů čtverečních. 32,88 % plochy je zalesněno.

### Katastrální území
- Dietmannsdorf
- Eck
- Edlitz
- Engelsdorf
- Grub
- Klangen
- Luberg
- Mühlhofen
- Oed
- Waasen
- Weinburg
- Katastrální území Dürnerhof nepatří k žádné obci.

## Historie
Ve starověku bylo území součástí provincie Noricum.
V roce 1283 poprvé bylo místo zmíněné v dokumentech, již v roce 1209 byl hrad Waasen obýván. V Rakousku ležící obec má své dějiny stejně proměnlivé, jako jsou dějiny celého Rakouska.
V roce 1912 koupili bratři Teichové starý mlýn, vybudovali válcový mlýn a založili akciovou společnost dnes známou "Teich AG".

### Vývoj počtu obyvatel
- 1971 1025 obyvatel
- 1981 1174
- 1991 1264
- 2001 1316 obyvatel

## Politika
Starostou obce je Peter Kalteis, vedoucí kanceláře Christian Breinreich.
V obecním zastupitelstvu je 19 křesel a po obecních volbách v roce 2010 je zastoupení podle získaných mandátů:
- ÖVP 7
- SPÖ 10
- FPÖ 2

## Hospodářství a infrastruktura
Nezemědělských pracovišť v roce 2001 bylo 29. Zemědělských a lesnických pracovišť podle stavu v roce 1999 bylo 35. Počet výdělečně činných osob v místě bydliště bylo podle sčítání lidu v roce 2001 633, tj. 48,86 %.

### Sídlo firem
Nejvýznamnější firmou je Teich AG.